# الکساندر مکنزی فریزر
الکساندر مکنزی فریزر (انگلیسی: Alexander Mackenzie Fraser؛ 1758 – ۱۳ سپتامبر ۱۸۰۹) فرد نظامی اهل پادشاهی بریتانیای کبیر بود.